# San Mamed (La Baña)
San Mamed (en gallego y oficialmente, San Mamede) es una aldea española situada en la parroquia de Monte, del municipio de La Baña, en la provincia de La Coruña, Galicia.

## Demografía
| Gráfica de evolución demográfica de San Mamede entre 2000 y 2018 |
|                                                                  |
| Datos según el nomenclátor publicado por el INE.                 |